# Dolly Parton
Dolly Rebecca Parton (Pittman Center, 19 de janeiro de 1946) é uma cantora, compositora, atriz, empresária e filantropa estadunidense, conhecida principalmente por ser uma musicista country. Após conquistar sucesso escrevendo canções para outros artistas, Parton lançou seu álbum de estreia Hello I'm Dolly (1967), iniciando uma das carreiras mais bem sucedidas na música. Descrita como uma "lenda do country", Parton já vendeu mais de 100 milhões de discos mundialmente, configurando-se com uma das artistas mais vendidas de todos os tempos. Ela detém inúmeros certificados de ouro, platina e multiplatina da Recording Industry Association of America (RIAA). 
Parton já lançou 49 álbuns de estúdio, sendo que 44 atingiram o top dez da tabela de álbuns country estadunidense; Ela possui 25 singles que alcançaram o topo da tabela country da Billboard, um recorde para artistas femininas (empatado com Reba McEntire), bem como mais de 110 canções que entraram nas paradas ao longo dos últimos 40 anos. Parton já escreveu mais de 3.000 canções, incluindo os sucessos "I Will Always Love You", "Jolene" e "9 to 5". Como atriz, ela estrelou os filmes 9 to 5 (1980) e The Best Little Whorehouse in Texas (1982), ambos pelos quais ela foi indicada ao Globo de Ouro, além de Rhinestone (1984), Steel Magnolias (1989), Straight Talk (1992), A Família Buscapé (1993), Miss Simpatia 2 (2002) e Joyful Noise (2012).
Parton já venceu 11 Grammy Awards (incluindo um Grammy honorário em 2011) de 55 indicações (o terceiro maior número de indicações de qualquer artista feminina na história da premiação). Ela ganhou dez Country Music Association Awards, sete Academy of Country Music Awards, quatro People's Choice Awards e três American Music Awards. Ela também já foi indicada ao Oscar, Emmy e Tony Awards. Em 1984, recebeu uma estrela na Calçada da Fama de Hollywood. Em 2005, recebeu uma Medalha Nacional das Artes. Ela foi introduzida tanto no Country Music Hall of Fame quanto no Rock and Roll Hall of Fame.
Fora seu trabalho na música e no cinema, Parton também é proprietária da The Dollywood Company, que administra múltiplos locais de entretenimento, incluindo o seu próprio parque temático Dollywood. Ela fundou várias organizações filantrópicas, a principal delas sendo a Dollywood Foundation, que administra uma série de projetos para levar educação e alívio da pobreza ao leste do Tennessee, onde ela foi criada.

## Biografia
Dolly Rebecca Parton nasceu em 19 de janeiro de 1946, em uma cabana de um cômodo nas margens do rio Little Pigeon em Pittman Center, Tennessee. Ela é a quarta de 12 filhos de Avie Lee Caroline (1923–2003) e Robert Lee Parton Sr. (1921–2000). Seus irmãos são Willadeene, David Wilburn (1942–2024), Coy Denver, Robert Lee (Bobby), Stella Mae, Cassie Nan, Randle Huston (1953–2021), Larry Gerald (1955), os gêmeos Floyd Estel (1957–2018) e Frieda Estelle, e Rachel Ann.
O pai de Parton, conhecido como "Lee", era analfabeto e cultivava tabaco em uma pequena fazenda e também trabalhou na construção civil para complementar a renda. A mãe de Parton cuidava de sua grande família. Suas 11 gestações (a décima sendo de gêmeos) em 20 anos a tornaram mãe de 12 filhos aos 35 anos. Em seus primeiros sete anos, Parton e sua família viveram em sua cabana rústica de um quarto em sua pequena fazenda de tabaco em Locust Ridge.
Seu avô materno, Jake Owens, era um pregador pentecostal, e Parton e seus irmãos frequentavam a igreja regularmente. Suas primeiras apresentações públicas foram na igreja, começando aos seis anos de idade. Quando ela tinha oito anos, seu tio lhe presenteou com o seu primeiro violão de verdade. Ela cresceu cantando em festivais e programas de rádio locais na área do leste do Tennessee.

## Carreira

### 1956–1972: Primeiros trabalhos, composições e parceria
Aos 13, ela gravou seu primeiro single "Puppy Love", em uma pequena gravadora da Louisiana, Goldband Records, onde conheceu Johnny Cash, que a encorajou a seguir seus próprios instintos em relação à sua carreira. Depois de se formar na ensino médio em 1964, Parton mudou-se para Nashville no dia seguinte. O sucesso inicial de Parton veio como compositora, tendo assinado com a Combine Publishing logo após sua chegada na cidade; Ela escreveu vários singles de sucesso durante esse tempo para artistas como Skeeter Davis e Hank Williams.

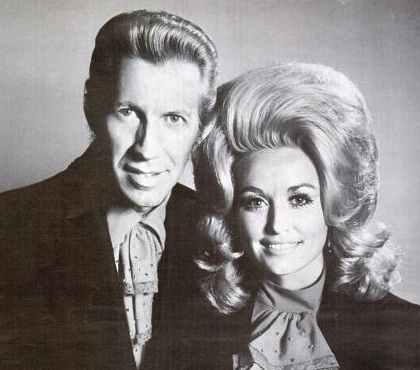
Dolly e Porter Wagoner em 1971.

Em 1965, ela assinou com a Monument Records, aos 19 anos; Inicialmente ela foi lançada como uma cantora pop; Ela lançou uma série de singles, mas nenhum deles obteve sucesso; Embora ela tenha expressado o desejo de gravar música country, a gravadora resistiu, achando que sua voz aguda não era adequada ao gênero. Depois que sua composição "Put It Off Until Tomorrow", gravada por Bill Phillips, alcançou a sexta posição na parada country em 1966, a gravadora cedeu e permitiu que ela gravasse música country. Seu primeiro single country, "Dumb Blonde" (composta por Curly Putman, uma das poucas músicas dessa época que ela gravou, mas não escreveu), alcançou a posição 24 na parada country em 1967, seguida por "Something Fishy", que alcançou a posição 17. As duas músicas apareceram em seu primeiro álbum, Hello, I'm Dolly, lançado no mesmo ano.
Em 1967, o músico e artista de música country Porter Wagoner convidou Parton para se juntar à sua equipeo, oferecendo-lhe um lugar regular em seu programa de televisão semanal The Porter Wagoner Show e participação em sua turnê. Wagoner também convenceu sua gravadora, RCA Victor, a contratá-la. A RCA aceitou, por tanto, que eles trabalhassem juntos, para aproveitar o sucesso do programa; O primeiro dueto deles foi lançada no final de 1967, uma regravação de "The Last Thing on My Mind", de Tom Paxton, e alcançou o Top 10 do país em janeiro de 1968, dando início a uma sequência de seis anos de singles da dupla no Top 10. Ainda em 1968, a dupla foi nomeada a "Grupo Vocal do Ano" pela Country Music Association.

### 1973–1979: Jolene e Sucesso solo

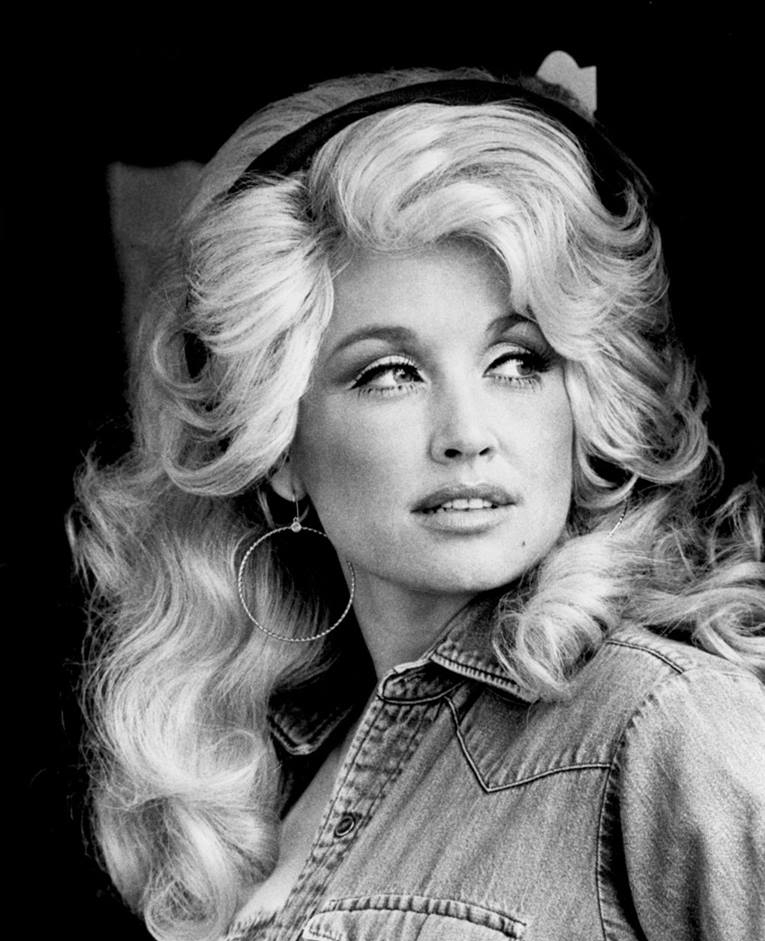
Dolly Parton em 1977.

Lançado em outubro de 1973, o single "Jolene" se tornou um sucesso, liderou as paradas country nos EUA em fevereiro de 1974, alcançou a posição 60 na Billboard Hot 100 e em 1976, quando foi lançado no Reino Unido, alcançou sétimo lugar da parada, representando o primeiro sucesso solo de Parton. Um álbum de mesmo nome foi lançado em 1974. O próximo single de Parton foi, "I Will Always Love You", sendo mais um sucesso que atingiu a primeira posição na parada country; A cação foi escrita como uma despedida de seu parceiro de negócios e mentor Porter Wagoner, expressando a decisão de Parton de seguir carreira solo. Em 1976, ela começou a trabalhar em estreita colaboração com Sandy Gallin, que serviu como seu empresário pessoal pelos próximos 25 anos. Com seu álbum de 1976, All I Can Do, ela começou a assumir um papel mais ativo na produção e começou especificamente a direcionar sua música para um estilo mais popular.  
Seu primeiro álbum inteiramente autoproduzido, New Harvest...First Gathering (1977), destacou suas sensibilidades pop, tanto em termos de escolha de músicas - o álbum continha covers dos clássicos pop e R&B como "My Girl". No mesmo ano, ela lançou mais um álbum, Here You Come Again, que tornou-se seu primeiro álbum a vender um milhão de cópias, e lhe rendeu seu primeiro Grammy Awards de Melhor Performance Vocal Feminina Country. Em 1978, Parton apareceu na capa da Playboy, na edição de outubro, vestindo uma roupa de coelhinha da Playboy completa com orelhas, mas recusou o convite para posar nua.  
Durante esse período, sua visibilidade continuou a aumentar, com várias aparições na televisão. Uma entrevista franca altamente divulgada em um especial de Barbara Walters em 1977 (programado para coincidir com o lançamento de Here You Come Again) foi seguida por sua participação no especial de televisão da Cher em 1978, e seu próprio especial conjunto com Carol Burnett na CBS, Dolly & Carol em Nashville. Em 1979, ela recebeu uma indicação ao Emmy Awards como "Melhor Atriz Coadjuvante em um Programa de Variedades" por sua participação no especial da Cher; No mesmo ano, ela apresentou o especial da NBC The Seventies: An Explosion of Country Music, exibido ao vivo do Ford Theatre em Washington, DC, cuja plateia incluía o então presidente Jimmy Carter. 

### 1980–1989: Carreira na atuação e Dollywood
Seu sucesso comercial cresceu em 1980, com três sucessos consecutivos no primeiro lugar das paradas country: "Starting Over Again", escrita por Donna Summer, "Old Flames Can't Hold a Candle to You" e "9 to 5", que liderou as paradas country; A última é tema do filme de sucesso Como Eliminar seu Chefe (1980), estrelado por Parton, Jane Fonda e Lily Tomlin, e chegou ao primeiro lugar da Billboard Hot 100. Pelo filme ela recebeu duas indicações ao Globo de Ouro de Melhor Atriz - Musical ou Comédia, Nova Estrela do Ano - Atriz e Melhor Canção Original por "9 to 5". Parton também foi indicada ao Oscar de Melhor Canção Original. 

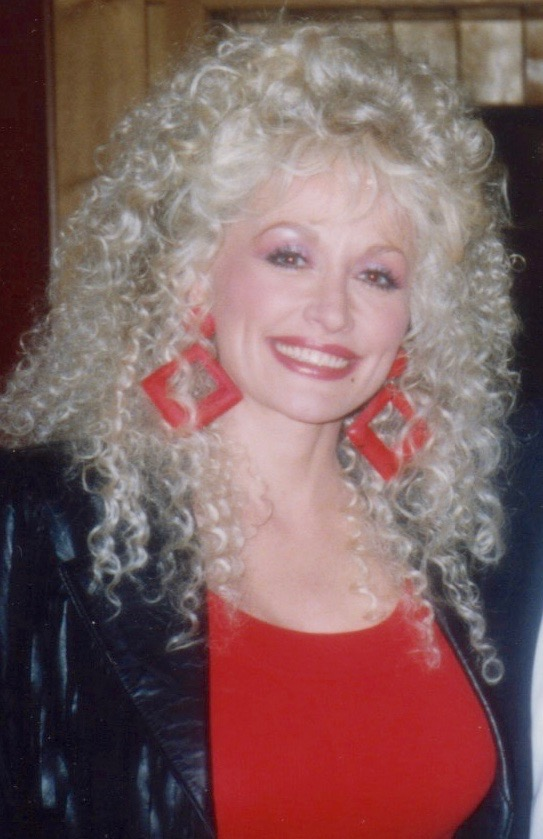
Dolly em 1989.

Seu segundo filme, o musical The Best Little Whorehouse in Texas, foi lançado em 1982, e lhe rendeu uma segunda indicação ao Globo de Ouro de Melhor Atriz - Filme Musical ou Comédia; O filme foi recebido com críticas positivas e se tornou um sucesso comercial. Em 1983, fez um dueto com Kenny Rogers na música "Islands In The Stream" (escrita e produzido por Barry Gibb dos Bee Gees), com a qual obteve sucesso mundial e passou duas semanas em primeiro lugar na Billboard Hot 100. Em 1984, Parton se juntou a Sylvester Stallone no filme Rhinestone, uma comédia sobre os esforços de uma estrela da música country para moldar um desconhecido em uma sensação musical. 
Em 1985, Parton inaugurou seu próprio parque temático, o Dollywood, situado no Tennessee, em Pigeon Forge. O parque apresenta atrações inspiradas na cultura country e na carreira de Parton. Mais tarde, ela inaugurou o Dollywood’s HeartSong Lodge & Resort, o parque aquático DollySplash (mais tarde renomeado para Splash Country) e abriu o restaurante Dixie Stampede; Para administrar todos os seus empreendimentos, ela abriu a The Dollywood Company. 
Seu contrato com a gravadora RCA chegou ao fim em 1986, e ela assinou um acordo melhor com a Columbia Records. Ainda em 1986, ela estrelou o telefilme de natal A Smoky Mountain Christmas. Em 1987, Parton lançou o álbum Trio, acompanhada de Emmylou Harris e Linda Ronstadt. O álbum revitalizou a carreira musical de Parton, passando cinco semanas em primeiro lugar na parada de álbuns country e no top 10 da Billboard 200. Trio ganhou o Grammy de Melhor Performance Country por um Duo ou Grupo com Vocal e também foi indicado ao Grammy de Álbum do Ano. Entre 1987 e 1988, Parton apresentou seu próprio programa de variedades na ABC, Dolly, que durou apenas uma temporada. Em 1989, ela estrelou o filme Steel Magnolias, ao lado de Sally Field, Shirley MacLaine, Daryl Hannah e Julia Roberts.

### 1990–1999:
Em 1992, Whitney Houston gravou sua versão de "I Will Always Love You", para a trilha sonora do filme The Bodyguard, se tornando um sucesso mundial. No mesmo ano, Parton estrelou ao lado de James Woods o filme, Straight Talk.
Seu álbum de 1993, Slow Dancing with the Moon, ganhou aclamação da crítica e se saiu bem nas paradas, alcançando o número quatro na parada de álbuns country e o número 16 na parada de álbuns da Billboard 200, e recebeu certificado de platina. No mesmo ano, ela fez um dueto com James Ingram, para a trilha sonora do filme Beethoven's 2nd, "The Day I Fall in Love", que recebeu indicação ao Oscar de melhor canção original; Parton e Ingram cantaram a música na premiação. Ela também participou do filme de comédia A Família Buscapé, como ela mesma, onde cantou "If You Ain't Got Love". Semelhante ao seu álbum colaborativo anterior com Harris e Ronstadt, Parton lançou Honky Tonk Angels, no outono de 1993, com Loretta Lynn e Tammy Wynette; Foi certificado como disco de ouro.  
Em 1994, gravou um dueto com o cantor espanhol Julio Iglesias, "When You Tell Me That You Love Me". Também em 1994, Parton contribuiu com a música "You Gotta Be My Baby" para o álbum beneficente da AIDS Red Hot + Country. Um álbum acústico ao vivo, intitulado Heartsongs: Live from Home, foi lançado no final de 1994.
Um segundo álbum em colaboração com Harris e Ronstadt, Trio II, foi lançada no início de 1999; Seu cover da música "After the Gold Rush", de Neil Young, ganhou um Grammy de Melhor Colaboração Country com Vocais. Ainda em 1999, Parton lançou o álbum The Grass Is Blue, e ganhou um Grammy de Melhor Álbum de Bluegrass; Ela também foi introduzido no Hall da Fama da Música Country em 1999.

### 2000–2009:

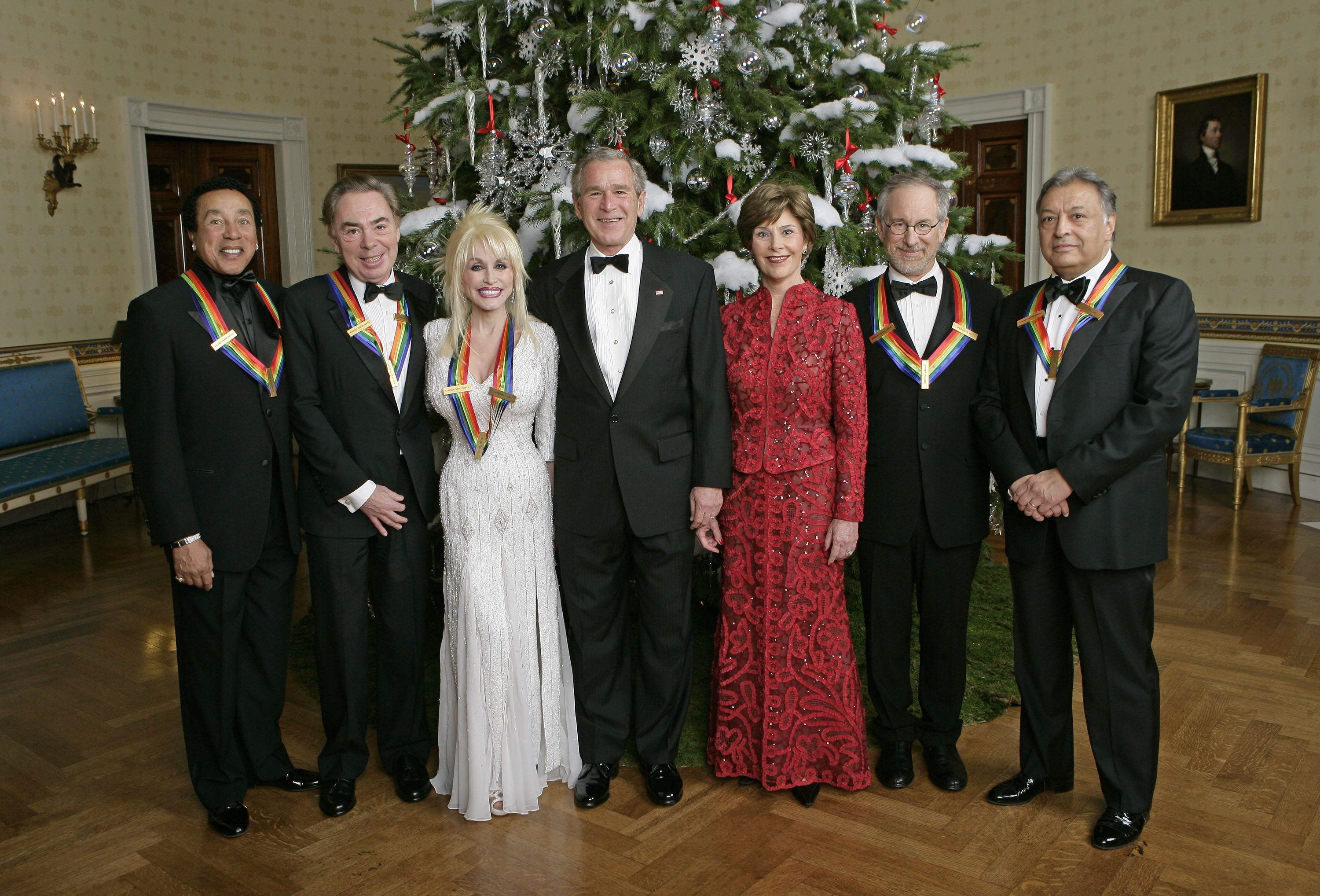
Dolly em dezembro de 2006, com o presidente dos Estados Unidos, George W. Bush, e alguns outros artistas, no Centro John F. Kennedy de Artes Cênicas.

Em 2001, lançou o álbum Little Sparrow, com seu cover de "Shine" do Collective Soul ganhando um Grammy de Melhor Performance Vocal Country Feminina. Em 2002, ela fez uma aparição especial no filme de comédia Miss Simpatia 2: Armada e Poderosa. Em 2005, ela lançou Those Were The Days, que consiste em suas interpretações de sucessos da era folk-rock do final dos anos 1960 e início dos anos 1970, incluindo um cover de "Imagine" de John Lennon. No final do mesmo ano, Parton retornou ao número um na parada country com "When I Get Where I'm Going", um dueto com o cantor country Brad Paisley. Em 2006, Parton recebeu sua segunda indicação ao Oscar de Melhor Canção Original por "Travelin' Thru", que ela escreveu para o filme Transamerica. Em 3 de dezembro de 2006, Parton recebeu o Prêmio Kennedy Center Honors do Centro John F. Kennedy de Artes Cênicas, por suas contribuições as artes.  
Parton também fez aparições especiais na série Hannah Montana do Disney Channel como "Tia Dolly", nos episódios "Good Golly, Miss Dolly", 2006, "I Will Always Loathe You", 2007, e "Kiss It All Goodbye", 2010; Parton é madrinha de Miley Cyrus, protagonista da série.
Em setembro de 2007, Parton lançou seu primeiro single de sua própria gravadora, Dolly Records, intitulado "Better Get to Livin'", que alcançou a posição 48 na parada Country Songs da Billboard; Foi seguido por seu novo álbum de estúdio Backwoods Barbie, que foi lançado em 26 de fevereiro de 2008 e alcançou o número dois na parada country e a posição 17 da Billboard 200. Ainda em 2008, Dolly participou do álbum Do You Know, de Jessica Simpson, compondo e cantando a faixa que nomeia o disco. Em outubro de 2009, ela lançou seu segundo DVD e álbum ao vivo, Live From London, que foi filmado durante seus shows de 2008 na The O2 Arena de Londres.

### 2010–2020:
Em 10 de agosto de 2010, junto de seu amigo de longa data Billy Ray Cyrus, Parton lançou o álbum Brother Clyde. Em 16 de novembro de 2010, Parton recebeu o Prêmio Liseberg Applause, a honraria mais prestigiosa da indústria de parques temáticos, em nome do parque temático Dollywood. Em 6 de janeiro de 2011, Parton anunciou que seu novo álbum seria intitulado Better Day. Em fevereiro de 2011, ela anunciou que embarcaria na "Better Day World Tour" em 17 de julho de 2011, com shows no norte da Europa e nos EUA; Ainda em 2011, Parton dublou a personagem Dolly Gnome no filme de animação Gnomeu e Julieta. Em 2012, ela atuou no filme musical Joyful Noise, ao lado de Queen Latifah, fazendo o papel de G.G. Sparrow.
Em 2017, colaborou com a cantora Kesha numa música chamada "Old Flames: Can't Hold A Candle To You", para seu álbum Rainbow. Anteriormente, a música foi um sucesso de Parton e fez parte seu álbum de 1980, Dolly, Dolly. No mesmo ano, ela co-escreveu e cantou na música "Rainbowland" de Younger Now, álbum de sua afilhada Miley Cyrus. Em julho de 2019, Parton fez uma aparição não anunciada no Newport Folk Festival em Rhode Island, e cantou várias músicas acompanhada do grupo Highwomen e Linda Perry. Em novembro de 2019, ela lançou uma série de oito partes na Netflix, apresentando sua carreira musical. Em dezembro de 2019, o documentário biográfico de Parton, Here I Am, foi adicionado ao catálogo da Netflix. O documentário, é uma coprodução entre a Netflix e a BBC, e leva o nome da música de Parton de 1971. 
Em 2020, Parton recebeu atenção mundial após postar quatro fotos, nas quais mostrou como se apresentaria nas plataformas de mídia social LinkedIn, Facebook, Instagram e Twitter. A postagem no Instagram se tornou viral, com as pessoas postando suas próprias versões nas redes sociais. Em 27 de maio de 2020, Parton lançou uma nova música chamada "When Life Is Good Again", para ajudar a manter o ânimo daqueles afetados pela pandemia de COVID-19. Em outubro de 2020, Parton lançou o álbum natalino, A Holly Dolly Christmas; Em novembro de 2020, Parton produziu e estrelou o filme musical da Netflix, Dolly Parton's Christmas on the Square, que lhe rendeu um prêmio Emmy de Melhor Filme para Televisão. Em 6 de dezembro, a CBS exibiu um especial de Natal, "A Holly Dolly Christmas", onde Parton cantou músicas de seu álbum. Ainda em 2020, Parton recebeu mais um prêmio Grammy por sua colaboração com For King & Country em sua música, "God Only Knows".

### 2021–presente:
Em 2021, foi lançada uma versão em dueto da música "Does He Love You" com a cantora country Reba McEntire. Em novembro de 2021, Parton fez uma participação na temporada final da série Grace and Frankie, reunindo-se com suas colegas de 9 to 5, Lily Tomlin e Jane Fonda. Em outubro de 2022, Parton declarou em uma entrevista que não faria mais turnês, mas continuaria a fazer shows ocasionalmente. Em 5 de novembro de 2022, ela foi incluída no Hall da Fama do Rock and Roll. Em 31 de dezembro de 2022, Parton co-apresentou o especial de Ano Novo da NBC, Miley's New Year's Eve Party.
Em 20 de janeiro de 2023, foi lançado o single "Gonna Be You", tema do filme 80 for Brady; A música foi escrita por Diane Warren e interpretada por Parton, Belinda Carlisle, Cyndi Lauper, Debbie Harry e Gloria Estefan; O videoclipe oficial mostra as cantoras se apresentando vestindo camisas de futebol semelhantes às usadas pelas mulheres do filme, intercaladas com cenas do filme. No mesmo ano, Parton anunciou que lançaria seu primeiro álbum de rock, intitulado Rockstar, durante uma entrevista no The View; O álbum foi lançado em 17 de novembro de 2023 e apresenta colaborações com Paul McCartney, Ringo Starr, Sting, Elton John, Sheryl Crow, Miley Cyrus e Lizzo. O álbum recebeu críticas positivas dos críticos e estreou no número três na Billboard 200, tornando-se o álbum de estúdio solo de Parton com maior sucesso, bem como liderando as paradas de álbuns country e rock.
Em 14 de fevereiro de 2025, Parton participou da música e do videoclipe "Please Please Please" de Sabrina Carpenter, faixa lançada na edição deluxe de seu álbum Short n' Sweet. Em 7 de março de 2025, Parton lançou o single "If You Hadn't Been There", como uma homenagem ao marido, que havia morrido uma semana antes.

## Vida pessoal
Aos 18 anos de idade, em seu primeiro dia em Nashville, Parton conheceu o músico e administrador de 27 anos, Carl Thomas Dean (1942–2025). Um ano depois ficaram noivos e em 30 de maio de 1966, oficializaram a união em uma cerimônia civil e religiosa, na cidade de Ringgold, na Geórgia. Dean, que administrava uma empresa de pavimentação de estradas e estacionamentos em Nashville, sempre evitou ser conhecido e raramente acompanhava a esposa em eventos públicos. Em 2016, eles comemoraram o 50º aniversário de casamento, com uma renovação de votos. Ficaram juntos até a morte de Dean em 3 de março de 2025; Ele morreu em Nashville aos 82 anos; O casal optou por não ter filhos.
Parton é madrinha da cantora e atriz Miley Cyrus.
Parton é multi-instrumentista, entre os instrumentos que ela toca estão: harpa, banjo, violão, guitarra elétrica, violino, piano, flauta doce e saxofone. Ela também é conhecida por ter passado por inúmeras cirurgias plásticas ao longo da vida; Em 2003, durante uma participação no The Oprah Winfrey Show, Winfrey perguntou que tipo de cirurgia plástica Parton havia feito, ela respondeu brincando "todas", e disse que a cirurgia plástica era fundamental para manter sua imagem.
Parton é conhecida por sua longa história de apoio aberto à comunidade LGBT e se manifestou publicamente em apoio ao casamento entre pessoas do mesmo sexo em 2009. Embora muitas vezes politicamente "neutra", durante a primeira presidência de Donald Trump, ela recusou a Medalha Presidencial da Liberdade duas vezes; E uma terceira vez durante a presidência de Joe Biden. Em 2021, a legislatura do Tennessee levantou um projeto de lei para erguer uma estátua de Parton, ela divulgou uma nota pedindo à legislatura que retirasse o projeto de lei da consideração, dizendo: "Dado tudo o que está acontecendo no mundo, não acho que me colocar em um pedestal seja apropriado neste momento."

## Legado
Em 14 de junho de 1984, ela recebeu uma estrela na Calçada da Fama de Hollywood, localizada na 6712 Hollywood Boulevard em Hollywood, Califórnia. Em 1986, ela foi introduzida no Hall da Fama dos Compositores de Nashville;

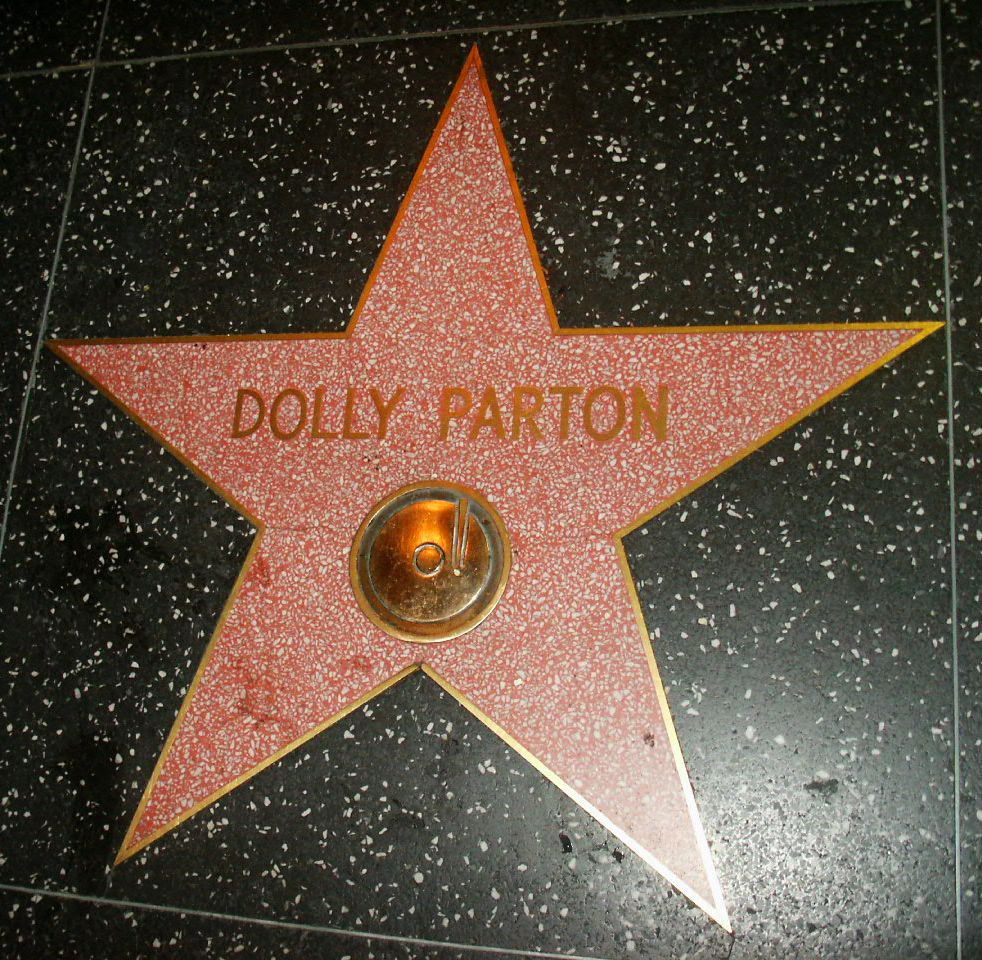
Estrela de Dolly na Calçada da Fama, recebida em 1984.

Em 1990, Parton recebeu um doutorado honorário do Carson-Newman College. Em 1999, ela recebeu uma indução ao Hall da Fama da Música Country. Em 1996, o primeiro mamífero clonado do mundo, uma ovelha, recebeu o nome de Dolly em sua homenagem.
Em 2001, foi introduzida ao Hall da Fama da Academia Nacional de Compositores. Em 14 de abril de 2004, Parton foi premiada com a "Medalha de Lenda Viva" pela Biblioteca do Congresso dos EUA, por suas contribuições ao patrimônio cultural dos Estados Unidos. Em 2005, ela foi homenageada com a Medalha Nacional das Artes, a maior honraria concedida pelo governo dos EUA por excelência nas artes. Em 8 de maio de 2009, ela recebeu um título honorário de "Doutora em Letras Humanas" do curso de Artes e Ciências da Universidade do Tennessee.
Em 2011, ela recebeu um Grammy Awards honorário, pelo conjunto da obra. Em 2014, "Jolene" entrou para o Grammy Hall of Fame. Em 2018, Parton recebeu uma segunda estrela na Calçada da Fama de Hollywood , introduzida ao lado de Linda Ronstadt e Emmylou Harris em reconhecimento ao seu trabalho como um trio. Em 2018, Parton também foi reconhecida pelo Guinness World Records, por deter recordes de Mais Décadas no Top 20 na Billboardd Hot Country Songs Chart.
Em 2020, o The New York Times a chamou de uma das três Divas Mais Amadas da América (ao lado de Patti LaBelle e Barbra Streisand). Em 2021, ela foi incluída na Time 100, a lista anual da revista Time das "100 pessoas mais influentes do mundo." Em 2022, a NASA nomeou o asteroide 10731 de "Dollyparton" em sua homenagem; No mesmo ano, ela foi introduzida ao Rock and Roll Hall of Fame. Em 2023, Parton recebeu o título de Membro Honorário da American Library Association. No mesmo ano, ela foi classificada em 27º lugar na lista da Rolling Stone dos "200 maiores cantores de todos os tempos."

## Filantropia
Desde a década de 1970, Parton tem apoiado muitos esforços de caridade, particularmente na área de alfabetização, por meio da "Fundação Dollywood." Seu programa de alfabetização, Dolly Parton's Imagination Library, foi fundado em homenagem a seu pai, que nunca aprendeu a ler ou escrever. A Imagination Library atende 850.000 crianças em mais de 1600 comunidades carentes espalhadas pelos EUA, Canadá, Reino Unido, Austrália e República da Irlanda. Em fevereiro de 2018, ela doou seu milionésimo livro para a Biblioteca do Congresso em Washington, DC. Por seu trabalho em alfabetização, Parton recebeu vários prêmios, incluindo o Association of American Publishers Honors Award (2000).
Em resposta aos incêndios florestais no Great Smoky Mountains de 2016, Parton organizou um teleton em 13 de dezembro e arrecadou cerca de US$ 9 milhões para as vítimas; Além disso, sua fundação forneceu US$ 1.000 por mês durante seis meses para mais de 900 famílias afetadas pelos incêndios. Em 2018, o FBI homenageou Parton por seu trabalho de ajuda humanitária em incêndios florestais, concedendo-lhe o "Prêmio de Liderança Comunitária".
Durante a pandemia de COVID-19 em 2020, Parton doou US$ 1 milhão de dólares para pesquisas da vacina contra a COVID-19, no Vanderbilt University Medical Center e encorajou aqueles que podiam a fazer doações semelhantes. Sua doação financiou os estágios iniciais críticos do desenvolvimento da vacina. Em março de 2021, Parton foi vacinada contra COVID-19 no prédio da Vanderbilt University. A equipe da cantora divulgou a noticia "Dolly recebe uma dose de seu próprio remédio." Após ser vacinada ela cantou "Jolene" em homenagem aos profissionais da saúde e encorajou fortemente todos a se vacinarem.
Após o furacão Helene de 2024, Parton fez uma doação de US$ 2 milhões para esforços de socorro, US$ 1 milhão pessoalmente e outro US$ 1 milhão por meio de seus vários negócios e da Fundação Dollywood.

## Discografia
| Ano  | Álbum                                      | Posições em Charts | Posições em Charts | Posições em Charts | RIAA    | Gravadora         |
| Ano  | Álbum                                      | US Country         | US 200             | UK                 | RIAA    | Gravadora         |
| ---- | ------------------------------------------ | ------------------ | ------------------ | ------------------ | ------- | ----------------- |
| 1967 | Hello, I'm Dolly                           | 11                 |                    |                    |         | Monument          |
| 1968 | Just Because I'm a Woman                   | 22                 |                    |                    |         | RCA               |
| 1969 | In The Good Old Days (When Times Were Bad) | 15                 |                    |                    |         | RCA               |
| 1969 | My Blue Ridge Mountain Boy                 | 6                  | 194                |                    |         | RCA               |
| 1970 | The Fairest of Them All                    | 13                 |                    |                    |         | RCA               |
| 1971 | Golden Streets of Glory                    | 22                 |                    |                    |         | RCA               |
| 1971 | Joshua                                     | 16                 | 198                |                    |         | RCA               |
| 1971 | Coat of Many Colors                        | 7                  |                    |                    |         | RCA               |
| 1972 | Touch Your Woman                           | 19                 |                    |                    |         | RCA               |
| 1972 | My Favorite Songwriter: Porter Wagoner     | 33                 |                    |                    |         | RCA               |
| 1973 | My Tennessee Mountain Home                 | 19                 |                    |                    |         | RCA               |
| 1973 | Bubbling Over                              | 14                 |                    |                    |         | RCA               |
| 1974 | Jolene                                     | 6                  |                    |                    |         | RCA               |
| 1974 | Love Is Like A Butterfly                   | 7                  |                    |                    |         | RCA               |
| 1975 | The Bargain Store                          | 9                  |                    |                    |         | RCA               |
| 1975 | Dolly: The Seeker/We Used To               | 14                 |                    |                    |         | RCA               |
| 1976 | All I Can Do                               | 3                  |                    |                    |         | RCA               |
| 1977 | New Harvest - First Gathering              | 1                  | 71                 |                    |         | RCA               |
| 1977 | Here You Come Again                        | 1                  | 20                 |                    | Platina | RCA               |
| 1978 | Heartbreaker                               | 1                  | 27                 |                    | Ouro    | RCA               |
| 1979 | Great Balls of Fire                        | 4                  | 40                 |                    | Ouro    | RCA               |
| 1980 | Dolly, Dolly, Dolly                        | 7                  | 71                 |                    |         | RCA               |
| 1980 | 9 to 5 and Odd Jobs                        | 1                  | 11                 |                    | Ouro    | RCA               |
| 1982 | Heartbreak Express                         | 5                  | 106                |                    |         | RCA               |
| 1983 | Burlap & Satin                             | 5                  | 127                |                    |         | RCA               |
| 1984 | The Great Pretender                        | 7                  | 73                 |                    |         | RCA               |
| 1985 | Real Love                                  | 9                  |                    |                    |         | RCA               |
| 1987 | Rainbow                                    | 18                 | 153                |                    |         | Columbia          |
| 1989 | White Limozeen                             | 3                  |                    |                    | Ouro    | Columbia          |
| 1990 | Home for Christmas                         | 74                 |                    |                    | Ouro    | Columbia          |
| 1991 | Eagle When She Flies                       | 1                  | 24                 |                    | Platina | Columbia          |
| 1993 | Slow Dancing with the Moon                 | 4                  | 16                 |                    | Platina | Columbia          |
| 1995 | Something Special                          | 10                 | 54                 |                    |         | Columbia          |
| 1996 | Treasures                                  | 21                 | 122                |                    |         | Rising Tide       |
| 1998 | Hungry Again                               | 23                 | 167                | 41                 |         | Blue Eye/Decca    |
| 1999 | Precious Memories                          |                    |                    |                    |         | Blue Eye/MCA      |
| 1999 | The Grass Is Blue                          | 24                 | 198                |                    |         | Sugar Hill        |
| 2001 | Little Sparrow                             | 12                 | 97                 | 30                 |         | Sugar Hill        |
| 2002 | Halos & Horns                              | 4                  | 58                 | 37                 |         | Sugar Hill        |
| 2003 | For God And Country                        | 23                 | 167                |                    |         | Sugar Hill        |
| 2005 | Those Were The Days                        | 9                  | 48                 | 35                 |         | Sugar Hill        |
| 2008 | Backwoods Barbie                           | 2                  | 17                 | 35                 |         | Dolly             |
| 2011 | Better Day                                 | 11                 | 51                 |                    |         | Dolly             |
| 2023 | Rockstar                                   |                    |                    |                    |         | Butterfly Records |

## Filmografia
| Filmes e Séries | Filmes e Séries                         | Filmes e Séries    |
| Ano             | Título                                  | Personagem         |
| --------------- | --------------------------------------- | ------------------ |
| 1980            | Nine to Five                            | Doralee Rhodes     |
| 1982            | The Best Little Whorehouse in Texas     | Mona Stangley      |
| 1984            | Rhinestone                              | Jake               |
| 1989            | Flores de Aço                           | Truvy Jones        |
| 1992            | Straight Talk                           | Shirlee Kenyon     |
| 1993            | The Beverly Hillbillies                 | Dolly Parton       |
| 2002            | As Aventuras de Frank McKlusk           | Edith McKlusky     |
| 2005            | Miss Congeniality 2: Armed and Fabulous | Dolly Parton/Cameo |
| 2006            | Hannah Montana                          | Tia Dolly          |
| 2012            | Joyful Noise                            | G.G. Sparrow       |